# Niederaichbach
Niederaichbach ist eine Gemeinde im niederbayerischen Landkreis Landshut.

## Geografie

### Geografische Lage
Niederaichbach liegt in der Region Landshut. Im Westen der Ortschaft liegt das Wasserkraftwerk Niederaichbach.

### Gemeindegliederung
Es gibt 31 Gemeindeteile:
- Bergham
- Bergsdorf
- Egl
- Froschgrub
- Gadham
- Gaishof
- Goldern
- Grafenöd
- Grub
- Haag
- Haid
- Höhenberg
- Hüttenkofen
- Hutzenthal
- Impenbach
- Klang
- Kollersöd
- Lehen
- Niederaichbach
- Oberaichbach
- Oberholz
- Oberskirchen
- Paring
- Reichersdorf
- Ruhmannsdorf
- Schlegelberg
- Taschenmais
- Thalham
- Thannenbach
- Wimm
- Wolfsbach

## Geschichte

### Bis zum 19. Jahrhundert

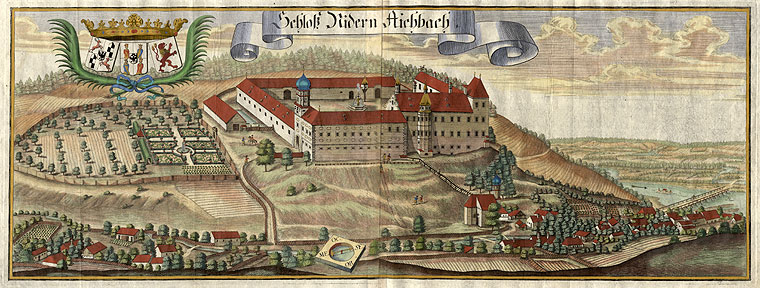
Michael Wening: Schloss Niederaichbach, Anfang 18. Jh.

Seit der Jungsteinzeit lassen sich im Gemeindegebiet Siedlungsspuren nachweisen. Erste Adelssitze sind die der Aichpeckhen und Staudacher. Von den Aichpeckhen, die bis 1334 hier ansässig waren, dürfte sich der heutige Ortsname Niederaichbach abgeleitet haben.
Nachfolger als Dorfherren waren seit der Zeit zwischen 1410 und 1420 die Hermstorfer. Niederaichbach wurde bereits 1444 zur Hofmark erhoben. 1507 erhielt Siegmund von Königsfeld endgültig die Hofmark Niederaichbach.
Sowohl Nieder- als auch Oberaichbach waren geschlossene Hofmarken. Damit war der jeweilige adelige Inhaber der Hofmark rechtmäßiger Eigentümer von Haus und Hof, Wald und Flur des Dorfes, ausgenommen Kirchen- oder Klosterbesitz. Das Niederaichbacher Dorfrecht ließ Wolf Ehrenreich von Königsfeld 1620 von einem nicht näher bezeichneten Stiftsbuch abschreiben. Darin festgelegt ist das Aufsichtsrecht des Hofmarksherrn in religiösen und privaten Belange, ebenso wie das Steuer-, Straf- und Verwaltungsrecht. Die Hofmarksartikel erstreckten sich auf die Sachwerte und Menschen des Dorfes, die jederzeit veräußert werden konnten.
Im Dorfrecht wurden nur Fälle der niederen Gerichtsbarkeit abgehandelt. Schwerverbrecher, die ein Strafmaß erwartete, das über dem Bereich der niederen Gerichtsbarkeit lag, mussten innerhalb von drei Tagen dem zuständigen Landgericht gemeldet werden.
Wolf Ehrenreich von Königsfeld erwarb 1625 von den Trainern auch die Hofmark Oberaichbach. Er starb 52-jährig 1638. Sein Sohn Franz Nikolas, seit 1654 Reichsfreiherr, erbaute von 1672 bis 1675 sein Schloss in Niederaichbach mehr als doppelt so groß wie vorher und errichtete die baufällige Nikolakirche im Dorf neu.
Das Königsfelder Geschlecht, dem am 14. September 1686 Kaiser Leopold I. den Titel "erblicher Reichsgraf" verliehen hatte, starb 1737 in Niederaichbach aus. Die Königsfelderwitwe ehelichte 1737 einen Grafen von Closen. Diesen folgten 1762 bis in das 19. Jahrhundert hinein die Grafen von Freyen-Seyboltstorff, deren Grundherrschaft  mit der Revolution 1848 endete. Später waren die De Weerth und dann der Berliner Bankier Otto von Mendelssohn Bartholdy Schloss- und Gutsbesitzer. 1925 übernahm Prinz Ludwig Philipp von Thurn und Taxis (1901–1933) das Schloss, das über seine Tochter an die Fürsten von Urach ging.
In Niederaichbach war eine wichtige Anlegestelle der Isarflößer (Floßlände). 1870 wurde die Brücke über die Isar erbaut.

### 20. Jahrhundert
Nach der Wende im Jahr 1990 nahm die damalige Gemeinde Niederbobritzsch aus Sachsen mit der Gemeinde Niederaichbach Kontakt auf mit dem Ziel, eine Partnerschaft einzugehen. Bereits im Sommer 1990 fuhr erstmals eine Abordnung aus Niederaichbach nach Sachsen und bald darauf kam es zum Gegenbesuch aus Niederbobritzsch. Am 20. Oktober 1991 wurde die Partnerschaft urkundlich besiegelt. Nach zwei Gemeindezusammenschlüssen in den Jahren 1994 und 2012 besteht die Partnerschaft heute mit der Gemeinde Bobritzsch-Hilbersdorf.

### Eingemeindungen
Im Rahmen der Gemeindegebietsreform wurde am 1. Januar 1971 die Gemeinde Hüttenkofen eingegliedert. Am 1. April 1971 kamen Teile der aufgelösten Gemeinde Oberaichbach hinzu. Am 1. Juli 1971 folgten Gebietsteile von Wolfsbach. Teile von Essenbach und Kröning wurden später eingegliedert. Vom 1. Mai 1978 bis 31. Dezember 1979 gehörte die Gemeinde der Verwaltungsgemeinschaft Wörth an der Isar an, seit 1980 ist sie Einheitsgemeinde mit eigener Verwaltung.

### Einwohner
Gemäß Bayerischem Landesamt für Statistik  haben sich die Einwohnerzahlen jeweils zum 31. Dezember eines Jahres wie folgt entwickelt:
| Stand | Einwohner |
| ----- | --------- |
| 1960  | 1974      |
| 1970  | 2141      |
| 1980  | 2433      |
| 1990  | 2693      |
| 1995  | 3275      |

| Stand | Einwohner |
| ----- | --------- |
| 2000  | 3516      |
| 2005  | 3660      |
| 2006  | 3648      |
| 2007  | 3673      |
| 2008  | 3654      |

| Stand | Einwohner |
| ----- | --------- |
| 2009  | 3626      |
| 2010  | 3655      |
| 2011  | 3620      |
| 2012  | 3650      |
| 2013  | 3788      |

| Stand | Einwohner |
| ----- | --------- |
| 2014  | 3855      |
| 2015  | 3975      |
| 2016  | 3989      |
| 2017  | 4041      |
| 2018  | 3982      |

Seit 1972, dem Jahr der Gemeindereform, hat sich die Einwohnerzahl bis 2015 um 1717 Personen erhöht. Das entspricht einem Wachstum von 76,04 Prozent. In den letzten zehn (fünf) Jahren wuchs die Einwohnerzahl um 8,96 (9,81) Prozent.
| Alter         | Einwohner nach Alter |
| ------------- | -------------------- |
| jünger als 18 | 18,7 %               |
| 18 bis 29     | 14,2 %               |
| 30 bis 49     | 31,2 %               |
| 50 bis 64     | 20,9 %               |
| älter als 65  | 15,0 %               |

## Politik

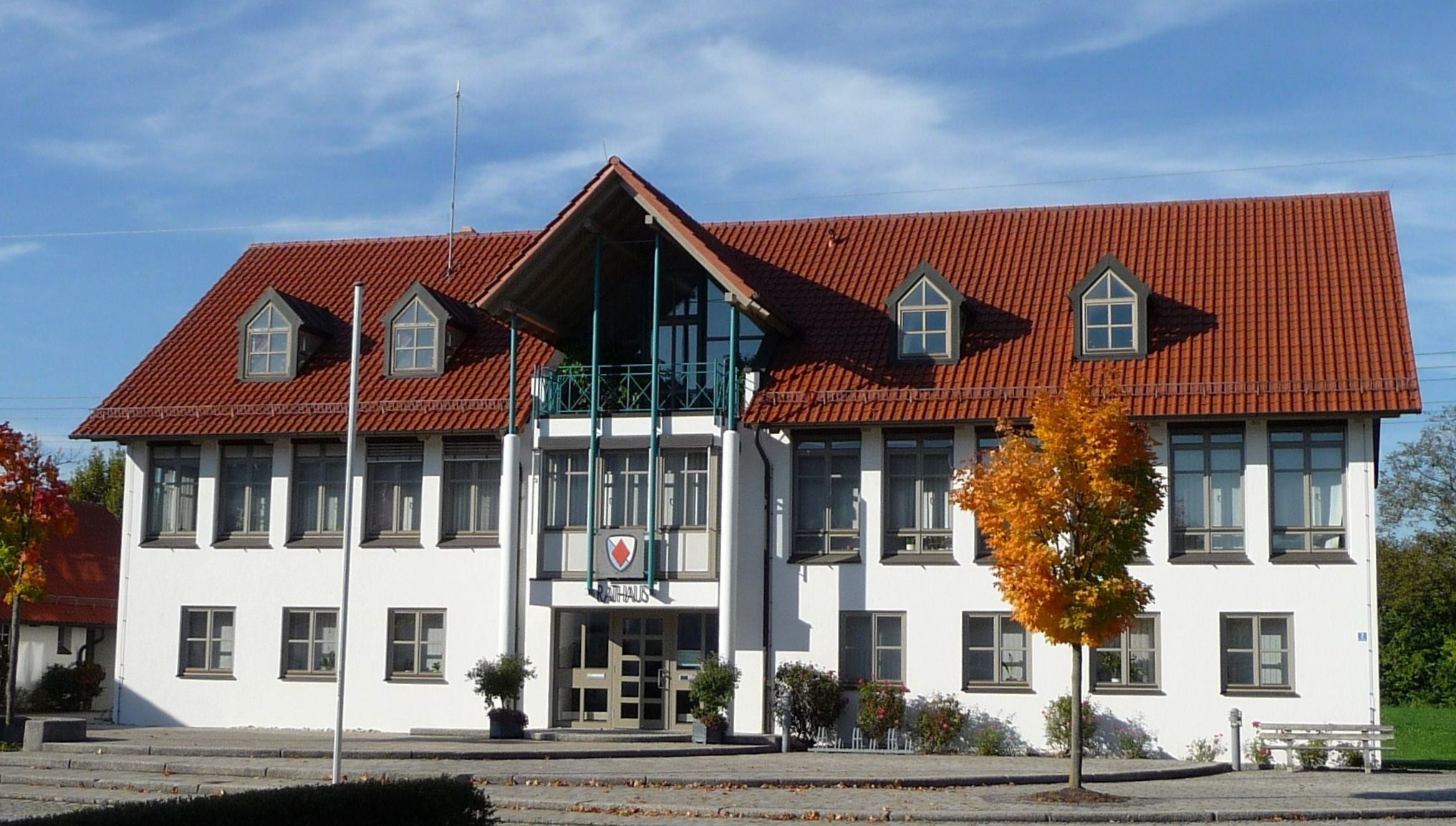
Das Rathaus von Niederaichbach

Acht Monate nach Kriegsende fanden am 27. Januar 1946 die ersten Kommunalwahlen (Gemeinderatswahlen) in den kreisangehörigen Gemeinden Bayerns statt. In den Monaten April und Mai 1946 folgten dann noch die ersten Wahlen der Bürgermeister, Landräte sowie Kreistage. 2006 wurde das 60-jährige Jubiläum begangen.

### Gemeinderat
Die Gemeinderatswahlen seit 2008 ergaben folgende Sitzverteilungen:
| Partei/Liste                    | 2020   | 2020   | 2014   | 2014   | 2008   |
| Partei/Liste                    | %      | Sitze  | %      | Sitze  | Sitze  |
| CSU/Freie Wählerschaft          | 44,0   | 7      | 43,2   | 7      | 6      |
| SPD/Unabhängiger Bürgerblock    | 15,5   | 3      | 20,4   | 3      | 3      |
| Freie Wähler                    | 20,3   | 3      | 17,8   | 3      | 4      |
| Wählergemeinschaft Oberaichbach | 20,2   | 3      | 18,6   | 3      | 3      |
| Wahlbeteiligung                 | 60,2 % | 60,2 % | 63,2 % | 63,2 % | 65,6 % |

### Bürgermeister
Erster Bürgermeister ist Josef Klaus. Bis 2014 war Josef Haselbeck (CSU/Freie Wählerschaft) Bürgermeister. Er wurde 2002 Nachfolger von Manfred Linden (CSU/Freie Wählerschaft). Bei den Kommunalwahlen 2014 wurde Klaus Josef (CSU/Freie Wählerschaft) mit 57,4 Prozent der Stimmen zu seinem Nachfolger gewählt.
| Amtszeit  | Bürgermeister   |
| --------- | --------------- |
| bis 2002  | Manfred Linden  |
| 2002–2014 | Josef Haselbeck |
| seit 2014 | Josef Klaus     |

### Gemeindefinanzen
Im Jahr 2020 betrugen die Gemeindesteuereinnahmen 3.198 Tausend Euro, davon waren 45.000 Euro Gewerbesteuereinnahmen (netto). 
Ein anderer Teil der Einnahmen sind Schlüsselzuweisungen. In Folge einer entsprechenden Bewertung der Wirtschaftskraft der Gemeinde Niederaichbach sind die Schlüsselzuweisungen von 274.800 Euro im Jahr 2017 um 70,3 Prozent auf 468.112 Euro für das Jahr 2018 gestiegen. 2019 und 2020 gab es keine Schlüsselzuweisungen.
| Zuweisungen an          | Jahr    | Jahr    | Jahr    | Jahr    | Jahr | Jahr |
| Zuweisungen an          | 2015    | 2016    | 2017    | 2018    | 2019 | 2020 |
| ----------------------- | ------- | ------- | ------- | ------- | ---- | ---- |
| Gemeinde Niederaichbach | 546.080 | 488.144 | 274.800 | 468.112 | 0    | 0    |

### Verwaltung / Zweckverbände
Die Gemeindeverwaltung erbringt 304 verschiedene behördliche Leistungen. Einige Verwaltungsaufgaben sind an interkommunale Zweckverbände übertragen.
Die Gemeinde Niederaichbach ist Mitglied in folgenden Zweckverbänden:
- Gewässerunterhaltungszweckverband Landshut-Kelheim-Dingolfing-Landau
- Regionaler Planungsverband Landshut
- Schulverband Niederaichbach-Wörth Postau-Weng
- Zweckverband Wasserversorgung Isar-Vils
- Zweckverband zur Abwasserbeseitigung Niederaichbach-Wörth
- Zweckverband zur Wasserversorgung der Isar-Gruppe I

### Wappen
| Wappen von Niederaichbach | Blasonierung: „Schräg geteilt von Silber und Blau, belegt mit einer roten Raute.“ |
| Wappen von Niederaichbach | Wappenbegründung: Das Gemeindewappen entspricht dem Stammwappen der ausgestorbenen Familie Aichpeck, die sich nach ihrem Sitz Aichbach nannte und als Grundherrschaft von der Mitte des 12. Jahrhunderts bis 1330 nachweisbar ist. Das Wappen ist im Siegelbild des Friedrich Aichpeck von 1319 überliefert. Da die Tingierung nicht bekannt ist, wählte man für das Gemeindewappen die bayerischen Landesfarben Silber und Blau als Feldfarben als Hinweis darauf, dass die Aichpeck wahrscheinlich Ministerialen der bayerischen Herzöge waren. Wappenführung seit 1954 |

### Gemeindepartnerschaft
Seit 1991 ist Niederbobritzsch in Sachsen Partnergemeinde von Niederaichbach.

## Wirtschaft und Infrastruktur
Es gab 2020 nach der amtlichen Statistik im produzierenden Gewerbe keine, im Bereich Handel, Verkehr, Gastgewerbe 544  und im Bereich sonstige Dienstleistungen 135 sozialversicherungspflichtig Beschäftigte am Arbeitsort. Sozialversicherungspflichtig Beschäftigte am Wohnort gab es insgesamt 1943. 
Im verarbeitenden Gewerbe gab es 2020 zwei, im Bauhauptgewerbe drei Betriebe.

### Land- und Forstwirtschaft
Im Jahr 2016 bestanden 55 landwirtschaftliche Betriebe mit einer landwirtschaftlich genutzten Fläche von insgesamt 2116 ha, davon waren 1884 ha Ackerfläche und 229 ha Dauergrünfläche.

### Bauen und Wohnen
| Gemeindeteil   | Wohnbauflächen ausgewiesene Baugebiete                            | unbeplanter Innenbereich | ausgewiesene gewerbliche Bauflächen | Ackerland |
| -------------- | ----------------------------------------------------------------- | ------------------------ | ----------------------------------- | --------- |
| Niederaichbach | 95 €                                                              | 90 €                     | 40 €                                | 5 €       |
| Niederaichbach | 60 € BP und GI Niederaichbach BA I+II, Erweiterungen Süd und West |                          |                                     |           |
| Oberaichbach   | 80 €                                                              | 70 €                     |                                     | 5 €       |
| Reichersdorf   | 65 €                                                              | 65 €                     |                                     | 5 €       |
| Ruhmannsdorf   |                                                                   | 45 €                     |                                     | 5 €       |
| Goldern        |                                                                   | 45 €                     |                                     | 5 €       |
| Hüttenkofen    |                                                                   | 45 €                     |                                     | 5 €       |
| Wolfsbach      |                                                                   | 55 €                     |                                     | 5 €       |

### Energie
Heute (Stand: 21. Februar 2014) liegt der Stromverbrauch in Niederaichbach bei etwa 27.224 MWh/Jahr. Dem stehen etwa 12.091 MWh/Jahr auf dem Gebiet der Stadt produzierten Stromes aus regenerativen Energiequellen (erfasst über das EEG – Erneuerbare Energien Gesetz) entgegen. Damit liegt der Anteil an Strom aus erneuerbaren Energien bei 44 % (Zum Vergleich: Im Landkreis Landshut beträgt dieser Anteil 43 %.). Der größte Zubau fand in den Jahren 2006 bis 2012 statt.

#### Stromnetze
Das Gemeindegebiet ist aktuell von den Planungen einer Hochspannungs-Gleichstrom-Übertragungsleitung – Südostlink genannt – betroffen. Im Oktober 2019 befand sich das Verfahren in der Bundesfachplanung.

#### Kernkraftwerk (zurückgebaut)
Von 1966 bis 1972 wurde auf der Gemarkung das Kernkraftwerk Niederaichbach errichtet, welches insgesamt nur 18 Tage lang Strom lieferte und bereits 1974 wieder stillgelegt wurde. Von 1987 bis 1995 wurde die Anlage zurückgebaut.

#### Biomasse
Zirka 5952 MWh/Jahr werden in zwei Biomasseanlagen auf dem Gebiet der Gemeinde Niederaichbach erzeugt. Eine der beiden Biogasanlagen befindet sich in Bergsdorf – 537 kWelektrisch.

#### Photovoltaik
Fast 5643 MWh/Jahr Solarstrom werden auf dem Gebiet der Gemeinde Niederaichbach mit 302 Anlagen auf Dächern von privaten wie gewerblich oder landwirtschaftlich genutzten Gebäuden produziert. Die installierte elektrische Leistung beträgt knapp 5 MWpeak.

#### Windkraft
Auf dem Gebiet der Gemeinde Niederaichbach gibt es keine Windkraftanlage. Mit Bescheid vom 13. Januar 2014 wurde von der Regierung von Niederbayern die Sechste Verordnung zur Änderung des Regionalplans Landshut für verbindlich erklärt, die die Verfügbarkeit von Flächen für die Windkraft regelt. Diese sieht weder Vorranggebiete noch Vorbehaltsgebiete für Niederaichbach vor.

#### Wasserkraft
Zirka 495 MWh/Jahr werden in einer Wasserkraftanlage auf dem Gebiet der Gemeinde Niederaichbach erzeugt. Die Wasserkraftanlage befindet sich in Niederaichbach – 94 kWelektrisch.

### Bildung
Es gibt folgende Einrichtungen (Stand: 2021):
- Drei Kindertageseinrichtungen mit zusammen 197 Plätzen und 170 betreuten Kindern
- Eine Grund- und Mittelschule und eine Grundschule mit insgesamt 33 Lehrern und mit 427 Schülern (Schuljahr 20/21)

Seit dem Schuljahr 2016/2017 gibt es an der Grundschule in Niederaichbach eine offene Ganztagsschule (oGTS).

## Kultur und Sehenswürdigkeiten

### Museen
Heimatmuseum
Es ist im 1. Stock des Mehrzweckgebäudes untergebracht und zeigt Exponate, Urkunden sowie Informationen über die geschichtliche Vergangenheit Niederaichbachs und seiner Umgebung. Zu sehen sind unter anderem landwirtschaftliche Gebrauchsgegenstände sowie das Kröninger Hafnerhandwerk. Ein Großteil des Museums ist dem Adelsgeschlecht derer von Königsfeld gewidmet.
Kaffeekannenmuseum

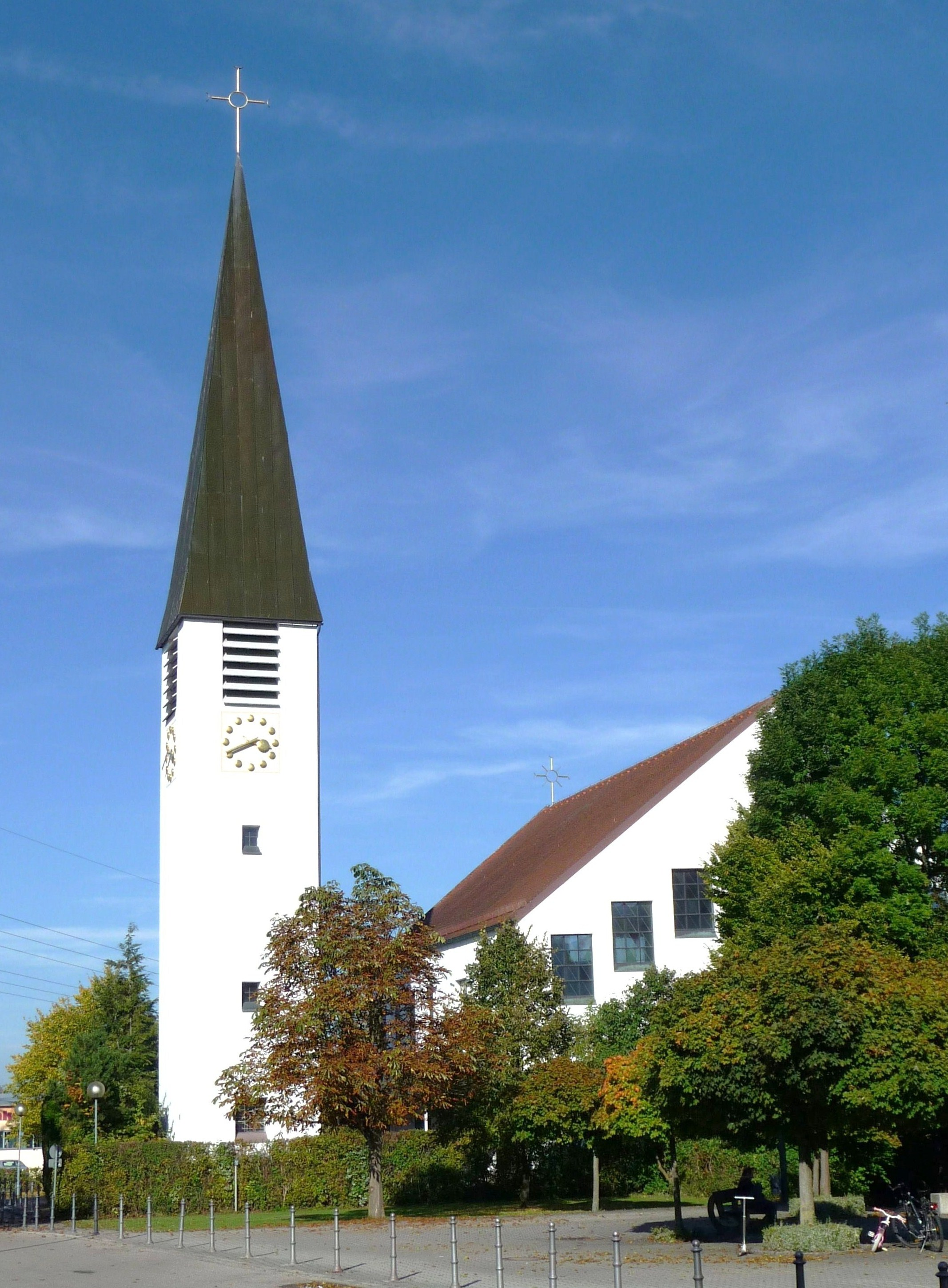
Pfarrkirche St. Josef

Das Privatmuseum von Irmi und Franz Goth aus Oberaichbach ist die weltweit größte Kaffeekannensammlung und enthält knapp 7000 verschiedene Exemplare, darunter über 200 von Prominenten handsignierte Kannen.

### Baudenkmäler

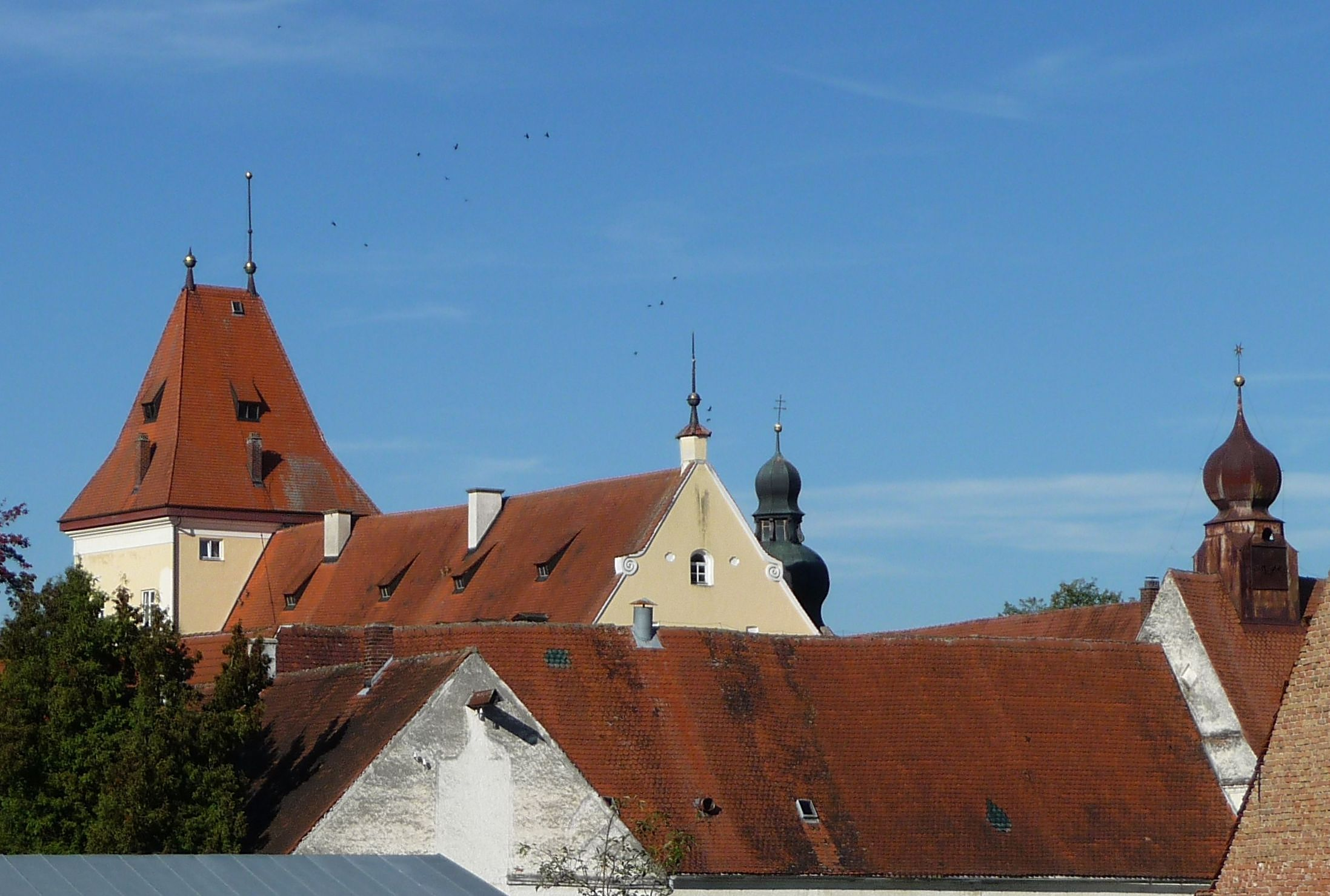
Schloss Niederaichbach

- Pfarrkirche St. Josef. Nach Verlegung des Pfarrsitzes von Reichersdorf nach Niederaichbach wurde 1961 die Pfarrkirche St. Josef in Niederaichbach gebaut.
- Kirche St. Nikola in Niederaichbach. Freiherr Franz Nikolaus von Königsfeld ließ 1678 anstelle einer Holzkirche eine Kirche aus Stein errichten. 1700 wurde sie durch den Anbau der Sebastianikapelle erweitert. Ende des 19. Jahrhunderts wurde das barocke Kirchlein im neugotischen Stil renoviert. Die barocke Gesamtkomposition des zweisäuligen Hochaltares blieb im Wesentlichen erhalten. Das Altarblatt bildet ein Gemälde des hl. Nikolaus von Myra im Nazarenenstil. Im Kapellenaltar befindet sich ein Altarblatt mit der Marter Sebastians um 1700.
- Schloss Niederaichbach. Die 1672 bis 1675 erbaute und später mehrmals umgebaute Vierflügelanlage besitzt einen Wohnbau mit zwei Flügeln und einen Wirtschaftstrakt. In der Schlosskapelle von 1682 befinden sich Heiligenfiguren des 18. Jahrhunderts. Schloss Niederaichbach wurde 1925 vom Haus Thurn und Taxis für Prinz Ludwig Philipp (1901–1933) erworben, ging im Erbweg an seine Tochter Iniga Fürstin von Urach (1925–2008) und dann an deren Sohn Karl-Anselm Fürst von Urach (* 1955). Es dient auch als Drehort für das "Kloster Kaltenthal" in der TV-Serie Um Himmels Willen.

## Vereine
| - Freiwillige Feuerwehr Niederaichbach - Spvgg Niederaichbach - Schützenverein St. Hubertus - Krieger- und Soldatenverein Niederaichbach - Katholischer Frauenbund Niederaichbach - VdK-Ortsverband Niederaichbach - KLJB-Ortsgruppe Niederaichbach - Gartenbauverein Niederaichbach | - Kneipp-Verein Niederaichbach e. V. - Aichbachtaler Chorgemeinschaft - Gewerbeverein Niederaichbach – Wörth a. d. Isar - Musikgruppe Augenblicke - CSU-Ortsverband Niederaichbach - Freie Wähler Niederaichbach - Malteser Hilfsdienst Niederaichbach |

## Persönlichkeiten
- Martin Pronath (1738–1790), Benediktiner, Abt des Klosters Prüfening 1781–1790
- Franz Kohout (* 1953), Politikwissenschaftler